# Вилламов, Артемий Григорьевич
Артемий Григорьевич Вилламов (1804—1869) — действительный статский советник. Арестовывался по делу декабристов, но был освобождён.

## Биография
Родился 23 января (4 февраля) 1804 года в семье секретаря императрицы Марии Фёдоровны Г. И. Вилламова.
Учился в Петришуле. Из юнкеров был определён 1 декабря 1821 года в прапорщики лейб-гвардии Конной артиллерии, затем — подпоручик.
Участвовал в заговоре декабристов в Санкт-Петербурге и после смерти Александра I в событиях 14 декабря, агитируя против принятия присяги Николаю I. Был арестован, но «император, по донесению об оном, повелеть соизволил освободить<…> с тем, что не желает знать и имен сих шалунов». По высочайшему повелению был освобождён и наказания не понёс.
Был переведён 14 апреля 1827 года во 2-ю лейб-гвардии артиллерийскую бригаду. Уволен к статским делам 31 января 1832 года в ведомство отца — IV отделение собственной Е. И. В. канцелярии. Был помощником статс-секретаря Государственного совета, 2 февраля 1840 года был произведён в статские советники.
Вышел в отставку с должности главного контролёра управления в чине действительного статского советника.
Умер 22 марта (3 апреля) 1869 года. В Петербургском некрополе указано, что скончался он 18 марта 1869 года и похоронен в Петербурге на Смоленском православном кладбище.

## Семья
Женился 24 января 1837 года на Жозефине Дучинской, в православии Мария Иосифовна (14.05.1819—08.12.1897), дочери подполковника (впоследствии — генерал-майора кавалерии) Иосифа Игнатьевича Дучинского. 
Их дети:
- Григорий (1838—1862) — офицер, убит на Кавказе
- Александр (23.05.1840—1894)
- Евгений (07.02.1842—1856)
- Артемий (13.02.1844—?)
- Варвара (25.12.1845—1909)
- Мария (02.12.1847—?)
- Николай (09.06.1850—27.09.1914)
- Мария (17.07.1852—1904).
- Ольга (1855—?), в замужестве Толчевская